# Gotali od Gotalovca
Gotali od Gotalovca (Gotal von Gotalovec), stara hrvatska plemićka obitelj iz varaždinskog kraja. Plemićki status imaju od 13. stoljeća. Starija vrela zovu ih Gatal von Gatalovec. Plemićka grana je izumrla 1740. godine. Neplemićka grana opstala je i danas u varaždinskom kraju. Značajniji pripadnici plemićke grane obitelji su Matija Gotal (15. st.), vesprimski biskup, kancelar kraljevstva 1440. – 1442., Adam Gotal, zagrebački kanonik 1677. – 1680., Nikola Gotal, podban 1680., Nikola Gotal, zagrebački kanonik 1692. – 1723... Obitelj je imala dvorac u Varaždinskoj županiji. Vlasnici dvorca u Varaždinskoj županiji. Kaštel obitelji Gotala u Gotalovcu pregrađen je dvorac, a srušen početkom 20. stoljeća. Utvrđeni grad nalazio se na južnoj padini Ivanščice.
Zabilježeno je da su se Črnkovečki od Črnkovca ženili kćerkama iz obitelji najznačajnijih, magnatskih hrvatskih obitelji, među kojima Gotalima od Gotalovca.